# گروه تئاترهای امباسادور
گروه تئاترهای امباسادور (انگلیسی: Ambassador Theatre Group) یک سازمان بین‌المللی تئاتر مستقر در وودکینگ، بریتانیا است.
این سازمان که در سال ۱۹۹۲ تأسیس شده مالک ۳۷ سالن در بریتانیا، ۸ سالن در ایالات متحده آمریکا و یک سالن در استرالیا است.